# Бад-Энхаузен
Бад-Энхаузен (нем. Bad Oeynhausen [ba:t'ø:nhaʊzən]) — город в Германии, курорт, расположен в земле Северный Рейн-Вестфалия.
Подчинён административному округу Детмольд. Входит в состав района Минден-Люббекке. Население составляет 48 803 человек (на 31 декабря 2021 года). Занимает площадь 64,8 км². Официальный код — 05 7 70 004.
Город подразделяется на 8 городских районов.
С 1945 по 1949 год был главным городом британской оккупационной зоны.

## Известные уроженцы
- Тарнов, Фриц (1880—1951) — видный немецкий социал-демократический профсоюзный деятель, автор теории «экономической демократии».